# Pišnica
Pišnica (također Pišenca) je gorski potok, koji se u Kranjskoj Gori ulijeva u Savu Dolinku. Teče sredinom Nacionalnog parka Triglav. Tvore ju dva izvorna kraka, Velika Pišnica i Mala Pišnica, koji se spajaju kod umjetnog jezera Jasne kod automobilske ceste na prijelazu Vršiču (nedaleko od Kranjske Gore). Kod sutoka je manji prirodni kanjon i hidrocentrala. Voda ovoga gorskog potoka je iznimno hladna, čak i ljeti (5-10 °C), jer je pretežno ledenjačkog podrijetla.

## Porječje Pišnice
- Velika Pišnica: s pritokama Rušev i Lipni graben, Velika Suha Pišnica i Suha Pišnica, Zgornji žlebi
- Mala Pišnica

## Vanjske poveznice
- Geopedija, interaktivni atlas Slovenije  Arhivirana inačica izvorne stranice od 29. srpnja 2017. (Wayback Machine)
- Slap Male Pišnice